# Go Eun-ah
Go Eun-ah, née Bang Hyo-jin, est une actrice et animatrice de télévision sud-coréenne née le 28 octobre 1988 dans le district de Jangseong, en Corée du Sud.

## Filmographie[3]

### En tant qu'actrice

#### Films
- 2006 : Ssunday Seoul[4]
- 2006 : A cruel Attendance (it) (잔혹한 출근) de Kim Tae-yoon (ko)
- 2007 : Swindler in My Mom's House (it) (사랑방 선수와 어머니)
- 2008 : Loner de Park Jae-sik
- 2009 : A Million de Cho Min-ho

- 2014 : Sketch de Lee Hyeok-jong
- 2017 : Beastie Girls (en) de Sin Ji-woo (ko) : Seo-hyeon

#### Séries télévisées[5]
- 2012 : K-Pop: L'Ultime Audition (ko) (K-팝 최강 서바이벌) (14 épisodes) : Ji Seung Yeon
- 2021 : My Little Old Boy[6]

## Émissions télévisées[5]

### En tant que présentatrice
- 2006 : Mnet Asian Music Awards
- 2009 : Golden Disc Awards